# Виторио де Сика
Виторио де Сика (итал. Vittorio De Sica; Сора, 7. јул 1901 — Неји на Сени, 13. новембар 1974) био је италијански филмски редитељ и глумац.
Започео је као позоришни и филмски глумац, а режијом је почео да се бави 1940. године. Битно је допринео развоју италијанског неореализма. У својим делима приказивао је стварност послератне Италије, темељећи свој приступ на готово документаристичком понирању у живот. Његови филмови осликани су хуманизмом и дубоким саосећањем са радничком класом. У свом филмском стилу тежио је да уједини поетске елементе с натуралистичким. Често је користио глумце аматере, нешто што су касније и други редитељи преузели од њега.
Четири филма које је режирао освојила су Оскара: Чистачи ципела и Крадљивци бицикла (почасни), док су Јуче, данас и сутра и Врт Финци-Континијевих освојили Оскар за најбољи филм на страном језику. Велики критички успех Чистача ципела (први страни филм који је тако наградила Академија филмских уметности и наука) и Крадљивци бицикла помогли су да се успостави стална награда за најбољи страни филм. Ова два филма сматрају се делом канона класичног филма. Телевизијски канал Тарнер класик мувиз је навео Крадљивце бицикла као једног од 15 најутицајнијих филмова у историја филма.
Де Сика је исто тако био номинован за Оскара за најбољег глумца у споредној улози 1957. године за лик мајора Риналдија у филму америчког режисера Чарлса Видора из 1957. године, која је адаптација Хемингвејевог дела Збогом оружје, филма који није наишао на добар пријем код критичара и који се није показао као комерцијални успех. Де Сикова глума је сматрана врхунцем филма.

## Живот и каријера
Рођен је 7. јула 1901. године у Сори у Лацију, као син напуљских родитеља. Одгојен у сиромаштву, Де Сика је започео каријеру као позоришни глумац раних 1920-их да би се, 1923. године, придружио позоришној компанији Татјане Павлове. Деценију касније, основао је сопствену компанију са супругом Ђудитом Рисоне и Серђиом Тофано. Компанија је углавном изводила лагане комедије, али такође је постављала Бомаршове драме и сарађивала са познатим редитељима попут Лукина Висконтија.
Његов сусрет са сценаристом Чезаром Заватинијем био је веома важан догађај: заједно су створили неке од најславнијих филмова неореалистичког доба, попут Sciuscià (Чистача ципела) и Крадљиваца бицикала (објављеног у Америци као The Bicycle Thief), оба од који је де Сика режирао.
Де Сика се појавио у британској телевизијској серији Четири праведна човека (1959).

## Лични живот
Његова страст према коцкању била је добро позната. Због тога је често губио велике суме новца и прихватао посао који га иначе не би занимао. Никада није скривао своје коцкање; заправо, пројектовао га је на ликове из сопствених филмова, попут Грофа Макса (којег је глумио, али није режирао) и Напуљског злата, као и у филму Генерал Дела Ровере, филму који је режирао Роселини док је де Сика играо насловну улогу.
Године 1937. Виторио де Сика се оженио се глумицом Ђудитом Рисоне, која им је родила ћерку Емилију (Еми). Године 1942, на снимању Un garibaldino al convento, упознао је шпанску глумицу Марију Меркадер (рођаку Рамона Меркадера, атентатора на Лава Троцког), са којом је започео везу. Након развода од Ђудите у Француској 1954. године, оженио се Меркадер 1959. године у Мексику, али та заједница се према италијанском закону није сматрала важећом. Године 1968, добио је француско држављанство и оженио се са Меркадер у Паризу. У међувремену, са њом је већ имао два сина: Мануела 1949. године, музичара, и Христијана 1951. године, који ће следити очев пут као глумац и редитељ.
Био је римокатолик. Иако разведен, Де Сика се никада није одвојио од прве породице. Он је водио двоструки породични живот, уз двоструке прославе празника. Каже се да је, на Божић и Нову годину, он имао обичај да врати сатове за два сата у Меркадеровој кућу како би могао да наздравља у поноћ са обе породице. Његова прва супруга пристала је да задржи фасаду брака како њена ћерка не би оставила без оца.
Виторио де Сика је умро у 73. години након операције услед рака плућа у болници Неји на Сени у Паризу.

## Филмографија

### Филмографија као режисер
- Гримизне руже (Rose scarlatte, 1940.)[12]
- Мадалена, нула за понашање (Maddalena, zero in condotta, 1940.)
- Тереса Венерди (Teresa Venerdì, 1941.)
- Гарибалдијанац у манастиру (Un garibaldino al convento ,1942.)[13]
- Деца нас гледају (I bambini ci guardano, 1944.)[14]
- Врата неба (La porta del cielo, зе1945.)[15][16][17]
- Чистачи ципела (Sciuscia, 1946.)[18][19]
- Срце и душа (Cuore, 1948.)
- Крадљивци бицикла (Ladri di biciclette, 1948.)[20][21][22]
- Чудо у Милану (Miracolo a Milano, 1951.)
- Умберто Д. (Umberto D., 1952.)
- Терминална станица (Stazione Termini, 1953)
- Напуљско злато (L'oro di Napoli, 1954.)
- Кров (Il tetto, 1956.)
- Ана од Бруклина (Anna di Brooklyn, 1958.)
- Две жене (La ciociara, 1960.)
- Последњи суд (Il giudizio universale, 1961.)
- Boccaccio '70 (Boccaccio '70, 1962.) — Кратки филм: сегмент La riffa
- Осуђеници Алтоне (I sequestrati di Altona, 1962.)
- Бум (Il Boom, 1963.)
- Јуче, данас, сутра (Leri, oggi, domani, 1963.)
- Брак на италијански начин (Matrimonio all'italiana, 1964.)
- Нови свет (Un monde nouveau, 1966.)
- Лов на лисице (Caccia alla volpe, 1966.)
- Седам пута жена (Sette Volte Donna, 1967.)
- Вештице (Le streghe, 1967.) — Кратки филм: сегмент Una sera come le altre
- Место за љубавнике (Amanti, 1968.)
- Сунцокрет (I Girasoli, 1970.)
- Врт Финци-Континијевих (Il giardino dei Finzi Contini, 1970.)
- Муж и жена (Le Coppie, 1970.) — Кратки филм: сегмент Il Leone
- Зваћемо га Андреај (Lo chiameremo Andrea, 1972.)
- Кратки празници (Una breve vacanza, 1973.)
- Путовање (Il viaggio, 1974.)

### Наступи на телевизији као глумац
Четири праведна човека, од стране Сафир филмса (1959) (10 од 39 снимљених епизода).

## Награде и номинације
Виторио Де Сика је, 1971. године, добио Interfilm Grand Prix награду на Међународном филмском фестивалу у Берлину.
- Чудо у Милану
  - Кански филмски фестивал, добитник Златна палме
- Умберто Д.
  - Званична селекција филмског фестивала у Кану
- Терминална станица
  - Званична селекција филмског фестивала у Кану
- Напуљско злато
  - Званична селекција филмског фестивала у Кану
- Врт Финци-Континијевих
  - Берлински филмски фестивал, добитник награде Златни медвед[23]
  - Берлински филмски фестивал, добитник награде Interfilm – филмска награда Otto Dibelius
- Награда Академије 1947. Почасна награда Академије за филм Чистачи ципела
- Награда Академије 1949. Специјална награда за филм на страном језику за филм Крадљивци бицикла
- BAFTA (Награда Британске академије) најбољи филм за 1950. годину Крадљивци бицикла
- Награда Академије 1965. најбољи филм на страном језику за Јуче, данас, сутра
- Награда Академије 1972. најбољи филм на страном језику за Врт Финци-Континијевих